# Julián Juan Pavía y Lacy
Julián Juan Pavía y Lacy   (Cartagena, 27 de maig de 1812 - Madrid, 18 de setembre de 1870) fou un mariscal espanyol, governador de Puerto Rico.
Fou governador de 1867 a 1868, després del pas de l'huracà Sant Narcís el 1867, va eliminar els impostos i el pagament dels drets d'importació als articles de consum per poder solucionar la crisi de l'huracà. Durant el seu govern, va esclatar el moviment revolucionari del Crit de Lares de 1868. Capturats els insurrectes, Pavía va gestionar una amnistia per als líders.